# Городовиков, Ока Иванович
Ока́ Ива́нович Городовико́в (19 сентября [1 октября] 1879, Мокрая Ельмута, область Войска Донского — 26 ноября 1960, Москва) — советский военачальник, генерал-полковник (1940). Герой Советского Союза (1958). Командующий 2-й Конной армией (1920) во время гражданской войны в России. Известен своими заслугами по организации обороны на рубеже Западной Двины, руководил формированием кавалерийских частей, был представителем Ставки ВГК по кавалерийской части в ходе Великой Отечественной войны.

## Биография
Родился на хуторе Мокрая Ельмута на Дону в бедняцкой семье бузава (казака-калмыка) Хаби Хардагина. Как утверждал в своих воспоминаниях О. И. Городовиков, свои необычные для калмыков имя и фамилию он получил по вине пьяного писаря, переиначившего их на русский лад, а имя Иван его отец Хаби получил при крещении. Отец работал табунщиком у частных коннозаводчиков. Сам трудился пастухом с 8 лет, помогая родителям содержать 6 братьев и сестёр.
На действительную военную службу в Русскую императорскую армию был призван в 1903 году. Ввиду бедности семьи при уходе на службу ему пришлось заложить свой земельный пай для получения средств на покупку коня, оружия и обмундирования. Обучение прошёл в учебной команде 9-го Донского казачьего полка, откуда выпустился в звании младшего урядника. Служил в том же полку, который стоял в городе Янов Люблинской губернии. Стал отличным кавалеристом, имел множество призов за победы на конных соревнованиях и вообще был старательным служакой, получив на службе медаль «За усердие» и знак «За отличную стрельбу». В 1907 году уволен в запас старшим урядником.
Вернулся в родные края, жил в станицах Платовская и Торговая, работал сельскохозяйственным рабочим, разносчиком на ярмарке, всадником в частном охранном отряде, в ремонтной конюшне коннозаводчика Супрунова, извозчиком на почте и т. д. С 1910 по 1915 годы — инструктор в лагерях подготовки молодых казаков для службы. По собственному признанию, до гражданской войны умел только читать по слогам и писать свою фамилию, однако есть данные, что в детстве он окончил как минимум первый класс станичной школы; также любопытно, что в учебные команды в кавалерии (в которую он был зачислен в 1903 году) принимали только грамотных солдат, имевших не менее 4 классов образования.
В декабре 1915 года вновь был призван в армию. Уже немолодой О. И. Городовиков стал взводным командиром третьеочередного 43-го Донского казачьего полка. Участник Первой мировой войны, воевал в составе 21-го армейского корпуса на Юго-Западном фронте, был ранен. Ряд авторов утверждают, что он награждался Георгиевским крестом или Георгиевской медалью, но никаких документальных подтверждений этого нет. В 1916 году по возрасту и болезни (по собственному признанию, за взятку «магарычом» писарю и фельдшеру) был направлен в 39-ю Донскую отдельную казачью сотню, которая несла караульную службу в тылу, обеспечивая безопасность чугунолитейного завода в Сулине. После Февральской революции был членом ревкома в станице Платовской, а также формировал калмыцкий полуэскадрон Красной Гвардии (80 сабель). После Октябрьской революции избирается на съезд казачьих и солдатских депутатов.
Во время гражданской войны в России сражался на стороне красных. В ноябре 1917 года стал командиром калмыцкого полуэскадрона в Платовском партизанском отряде, а вскоре и командиром этого отряда. В боях в феврале 1918 года против отряда походного атамана Войска Донского генерала П. Х. Попова полуэскадрон был разбит, Городовиков попал в плен и был приговорён к расстрелу. Однако в ту же ночь бежал, сформировал из остатков своего полуэскадрона конный разведывательный взвод и продолжил воевать его командиром. С апреля 1918 года — командир эскадрона в отрядах и полках Бориса Думенко и Семёна Будённого. С октября 1918 — помощник командира 20-го кавалерийского полка 1-й кавалерийской бригады, с ноября 1918 — помощник командира отдельной кавалерийской бригады, с декабря 1918 — командир этой бригады. Вместе со своими казаками действовал против войск П. Н. Краснова и А. И. Деникина, особенно отличился и выдвинулся во время обороны Царицына.
В январе 1919 года снят с должности и понижен до второго помощника командира бригады за то, что в разгар отражения третьего штурма Царицына в бригаде имело место массовое дезертирство бойцов к своему бывшему командиру Д. П. Жлобе.
В феврале 1919 года назначен командиром 19-го кавалерийского полка 4-й кавалерийской дивизии, в августе 1919 года — апреле 1920 года — начальником 4-й кавалерийской дивизии. На этих должностях отличился в боях против армии Деникина (особенно в Ростово-Новочеркасской операции, когда дивизия в результате умелого манёвра совершенно неожиданно для белых ворвалась в Ростов-на-Дону) и на западном фронте против польских войск. В июле — сентябре 1920 года командовал Второй Конной армией, которая под его командованием сражалась в Северной Таврии против войск генерала П. Н. Врангеля. За невыполнение ряда поставленных задач в ходе сражения в Северной Таврии и за большие потери в своих частях был 6 сентября 1920 года снят с должности командарма, оставшись его помощником (командармом стал Ф. К. Миронов). С 25 октября 1920 года командовал 6-й кавалерийской дивизией в составе 1-й конной армии, отличился при разгроме отрядов Махно и затем войск Врангеля в ходе Перекопско-Чонгарской операции.
Летом-осенью 1921 года продолжал командовать 6-й кавалерийской дивизией в Северо-Кавказском военном округе. Дивизия занималась ликвидацией бандитизма и участвовала в боевых действиях с Кубанской повстанческой армией генерала М. А. Пржевальского. 
В Первую мировую и Гражданскую войны был четырежды ранен, один раз тяжело. В 1919 году вступил в РКП(б).
В 1923 году окончил Высшие академические курсы в Москве, продолжил командовать дивизией, которая была переведена в город Гомель. С мая 1925 года служил инспектором кавалерии войск Северо-Кавказского военного округа. С сентября 1925 по июнь 1932 года командовал 1-м конным корпусом Червонного казачества, причём во время командования корпусом окончил в 1927 году курсы усовершенствования высшего начальствующего состава, в 1930 году — курсы при Военно-политической академии РККА имени Н. Г. Толмачёва, в 1932 году — Военную академию РККА им. М. В. Фрунзе. С июня 1932 года — помощник командующего войсками Среднеазиатского военного округа по кавалерии, с декабря 1934 — заместитель командующего этим округом. Одновременно с ноября 1934 года являлся членом Военного совета при НКО СССР.
В 1935 году возглавлял советскую военную делегацию на манёврах итальянской армии в Южном Тироле, где его принимал с визитом Б. Муссолини.
В 1937—1946 годах — депутат Верховного Совета СССР 1-го созыва.

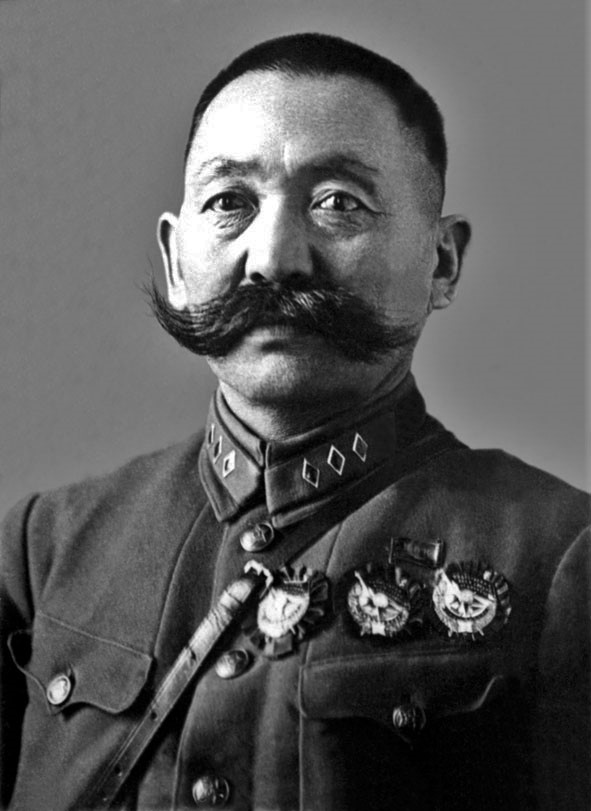
Комкор О. И. Городовиков

С февраля 1938 года — инспектор кавалерии РККА. С июня 1941 по январь 1943 года — генерал-инспектор и командующий кавалерией РККА.
Во время Великой Отечественной войны в июне 1941 года направлен представителем Ставки Главного командования на Северо-Западный фронт, где ввиду фактического развала фронта занимался организацией обороны на рубеже Западной Двины в ходе Прибалтийской стратегической оборонительной операции. Более того, в начале июля 1941 года ему пришлось временно исполнять обязанности командующего 8-й армией В июле 1941 года руководил формированием кавалерийских частей на Западном фронте. В конце июля 1941 года им была сформирована и подготовлена сводная группа полковника А. И. Бацкалевича из трёх кавалерийских дивизий (32-я, 43-я Кубанская, 47-я Кубанская) на этом фронте, которая совершила рейд по тылам немецких войск от Гомеля до Бобруйска в конце июля — начале августа 1941 года, вопреки утверждению многих публикаций, О. И. Городовиков, которому было уже 62 года, этой группой в рейде не командовал, хотя она и именовалась в документах «Сводная кавгруппа тов. Городовикова». 
С августа 1941 года — заместитель начальника Главного управления формирования и укомплектования Красной Армии по кавалерийским частям (при этом не был освобождён и от должностей генерал-инспектора и командующего кавалерией РККА).
Во время Сталинградской битвы был представителем Ставки по руководству кавалерийскими рейдами в тылу противника. Всего в годы войны выезжал на фронт для выполнения заданий Ставки и ГКО СССР 18 раз, 7 раз его принимал в Кремле с докладами о выполнении заданий Ставки И. В. Сталин.
С января 1943 года — заместитель главнокомандующего кавалерией РККА С. М. Будённого. В 1943 году был представлен Будённым к присвоению воинского звания «генерал армии» и к награждению орденом Кутузова I степени, но ни звания, ни ордена не получил. Избежал депортации калмыков в 1943–1944 годах. С апреля 1947 года в отставке.
В 1948 году перенёс тяжелейший инфаркт, здоровье в целом восстановилось только к 1950 году, тогда возобновил занятия литературным трудом.
Указом Президиума Верховного Совета СССР от 10 марта 1958 года «За выдающиеся заслуги в деле создания Вооружённых Сил СССР и защиты Советского государства от врагов нашей Родины и проявленный при этом героизм» генерал-полковнику в отставке Городовикову Оке Ивановичу присвоено звание Героя Советского Союза со вручением ордена Ленина и медали «Золотая Звезда».
Умер в 1960 году в Москве. Похоронен на Новодевичьем кладбище.

Могила О. И. Городовикова на Новодевичьем кладбище Москвы.

## Личная жизнь
Жена — Александра Михайловна Городовикова (1903—1988).

## Воинские звания
- комкор (20.11.1935)[b]
- командарм 2 ранга (08.02.1939)[c]
- генерал-полковник (04.06.1940)[d]

## Награды
- Герой Советского Союза (10.03.1958)[14]
- Три ордена Ленина (14.06.1940[e], 21.02.1945[f], 10.03.1958[g])
- Шесть орденов Красного Знамени (25.07.1920[31], 13.03.1922[31], 22.02.1930[31], 22.01.1942, 3.11.1944, 6.11.1947)[h][i][j][k][l][m]
- Орден Отечественной войны I степени (4.06.1944)[n][32][33]
- Медаль «За оборону Москвы»
- Медаль «За оборону Сталинграда»
- Медаль «За победу над Германией в Великой Отечественной войне 1941—1945 гг.»
- Юбилейная медаль «XX лет Рабоче-Крестьянской Красной Армии»
- Юбилейная медаль «30 лет Советской Армии и Флота»
- Юбилейная медаль «40 лет Вооружённых Сил СССР»
- Медаль «В память 800-летия Москвы»[34][14]
- именное оружие (маузер) от Реввоенсовета 1-й Конной армии (1920)

Иностранные награды:
- Орден Красного Знамени (Монгольская Народная Республика)[35]
- Орден Республики (Тувинская Народная Республика, 15.03.1943)

## Память

Портрет О. И. Городовикова работы А. М. Герасимова

- Имя Городовикова носит город Городовиковск в Калмыкии[36].
- Его именем названы улицы Городовикова в городах Липецке[37], Ростове-на-Дону[37], Волгограде[37], Элиста, рабочем посёлке Софрино Московской области, сёлах Ики-Бурул и Малые Дербеты в Калмыкии[37].
- Его имя носили улицы в украинских городах Хмельницком [37] (с февраля 2016 года — Петра Болбочана[38]), Мариуполь[37], Кривой Рог[37], Харькове[37]. Согласно закону о «декоммунизации» и Списка лиц, подпадающих под закон о декоммунизации, они были переименованы в 2015 году.
- В Элисте на площади Городовикова находится памятник Оке Городовикову. На элистинской Аллее героев находится барельеф Оки Городовикова[39].
- 111-я отдельная Калмыцкая кавалерийская дивизия им. О И. Городовикова (1941—1942)[40]

## Сочинения
За свою жизнь О. И. Городовиков написал несколько работ, посвящённых истории кавалерии в России. Большинство его работ автобиографичны.
- Городовиков О. И. Рождение Первой Конной. — Ташкент: Гос. издательство УзССР, 1935. — 187 с. — 10 000 экз.
- Городовиков О. И. Конница прошлого и 2-я Конная в Северной Таврии. — Ташкент: Гос. издательство УзССР, 1937. — 92 с.
- Городовиков О. И. В рядах Первой конной: Рассказы конармейца. — М.: Воениздат, 1939. — 120 с. — (Библиотека красноармейца).
- Городовиков О. И. Снежный поход. Экспедиция на Памир. Для детей старш. возраста. — Ташкент: Уздетюниздат, 1939. — 69 с.
- Городовиков О. И. Поход через страну смерчей. Для ст. возраста / В обработке И. Всеволожского, рис. В. Коновалова. — М., Л.: Детиздат, 1941. — 68 с.
- Городовиков О. И. Конница в Отечественной войне (из опыта боевых действий). — М.: Воениздат, 1942. — 79 с.
- Городовиков О. И. Воспоминания. — Элиста: Калмиздат, 1969. — 194 с.
- Городовиков О. И. В боях и походах. Воспоминания. Для сред. и ст. возраста / Лит. запись И. Всеволжского, рис. В. Щеглова. — М.: Дет. лит, 1979. — 206 с. — (Военная библиотека школьника).
- Городовиков О. И. О доблести, о славе : Воспоминания, статьи, заметки / Предисл. И. Минца. — Элиста: Калмыц. книжное издательство, 1979. — 252 с.
- Городовиков О. И. Моя юность // Смена : журнал. — 1937. — Декабрь (№ 12). — С. 10—12.
- Городовиков О. И. Степь и кибитки. Из воспоминаний детства // Смена : журнал  / Лит. запись Эд. Харитоновича. — 1947. — Сентябрь (№ 09). — С. 4—6.

### Комментарии
1. ↑  В своей автобиографии О. И. Городовиков называет эту бригаду 1-й карательной кавалерийской бригадой.
2. ↑  Постановление СНК СССР № 2395 от 20.11.1935 г.
3. ↑  Постановление СНК СССР № 176 от 08.02.1939 г.
4. ↑  Постановление СНК СССР от 4.06.1940 № 945
5. ↑  Указ Президиума Верховного Совета СССР от 14.06.1940 — за успешное выполнение заданий Командования Красной Армии, № 6280.
6. ↑  Указ Президиума Верховного Совета СССР от 21.02.1945 — за выслугу лет, № 27953.
7. ↑  Указ Президиума Верховного Совета СССР от 10.03.1958, № 371639.
8. ↑  Указ Президиума Верховного Совета СССР № 2911.
9. ↑  Знак ордена № 208/2
10. ↑  Знак ордена № 55/3.
11. ↑  Знак ордена № 71/4.
12. ↑  Знак ордена № 3/5.
13. ↑  Знак ордена № 299672.
14. ↑  За формирование кавалерийских соединений